# Aechmea roberto-seidelii
Aechmea roberto-seidelii là một loài thực vật có hoa trong họ Bromeliaceae. Loài này được E.Pereira mô tả khoa học đầu tiên năm 1972.